# Degrassi: The Next Generation
Degrassi: The Next Generation (más tarde rebautizado Degrassi desde la temporada diez a la catorce) es una serie de televisión de drama adolescente canadiense ambientada en De Grassi Street en Toronto, Ontario, y creada por Linda Schuyler y Kit de Campana en 1979. Es la cuarta serie de la franquicia Degrassi, después de Los niños de la calle Degrassi, Degrassi Junior High y Degrassi High y antes de Degrassi: Next Class.
Degrassi: The Next Generation ha recibido críticas favorables por parte de la revista Entertainment Weekly, The New York Times y AfterElton.com. En sus primeros años, era frecuente ser la serie drama más visto en Canadá y uno de los shows de mayor audiencia en TeenNick en los Estados Unidos. En 2004, un episodio recibió poco menos de un millón de espectadores en Canadá, y más de medio millón de espectadores en los Estados Unidos. La serie ha ganado numerosos premios, de los Géminis, Sindicato de Escritores de Canadá y del Sindicato de Directores de Canadá, e internacionalmente de los Teen Choice Awards, Premios Young Artist y Prix Jeunesse.
Su episodio final fue emitido el 2 de agosto de 2015, después de MTV Canadá y TeenNick anunciaron la cancelación de la serie. Sin embargo, en 2016, la serie fue sucedida por Degrassi: Next Class, que siguió a los estudiantes restantes de las últimas temporadas de la serie, así como la introducción de otros nuevos.

## Producción

### Concepto
En 1979, CBC Television y Magic Lantern otorgaron el financiamiento para la creación de la miniserie de seis episodios. En 1986 se produjeron 26 episodios de The Kids of Degrassi Street. Los productores audicionaron a un pequeño grupo de jóvenes actores con poca o ninguna experiencia e iniciaron a filmar alrededor del área donde se localizaba la compañía con un presupuesto modesto. Estas series se enfocaron en escuelas primarias o elementales y cuando todos los personajes llegaron al sexto grado, la serie finalizó. La producción convirtió el trabajo en series de secuela llamadas Degrassi Junior High, utilizando siete de los actores que participaron en las series originales, pero con diferentes nombres de personajes. Las series se enfocaron en temas con contenido más adulto con un amplio reparto.
Degrassi Junior High salió al aire por primera vez en 1987, por la cadena CBC en Canadá y PBS en los Estados Unidos. Fueron tres temporadas de entre 13 y 16 episodios cada una. Después de que los actores crecieron, sus historias continuaron en una serie entrelazada llamada Degrassi High, transmitida por CBC y PBS durante dos años hasta principios de 1991.

### Presentación
Schuyler presentó la nueva serie a varias cadenas de televisión, siendo CTV y CBC (la antigua cadena de la franquicia) las principales candidatas. CTV ganó, ofreciendo 10 millones de dólares por una temporada de quince episodios. El proyecto fue aprobado en mayo de 2000, con el episodio originalmente planeado para la reunión sirviendo como piloto de la nueva serie. CTV anunció la nueva serie en su conferencia de prensa anual en junio de 2001, y dijo que el piloto se emitiría en otoño. Poco después, los miembros del equipo de Degrassi asistieron a una conferencia en Nueva York para encontrar un socio americano para el programa.                                                                                   
En sus memorias, Linda Schuyler explica cómo fue la conferencia. Un canal estadounidense llamado Noggin «tenía un doble mandato: programación preescolar por la mañana y programación para adolescentes por la tarde»." Noggin buscaba programas educativos para adolescentes para la programación de adolescentes, y sus empleados mencionaron el Degrassi original como «exactamente el tipo de programa que estamos buscando». Para su sorpresa, el distribuidor de Degrassi Ken Faier estaba en la conferencia y respondió: «Tengo el programa para ustedes: se llama Degrassi». Noggin se convirtió rápidamente en el distribuidor americano de la serie.

### Producción ejecutiva, escritores y directores
Degrassi: The Next Generation es producido por Epítome Pictures Inc, en asociación con CTVGlobemedia, rebautizado Bell Media en 2011, Degrassi recibe financiación del Fondo Canadiense de Televisión y BCE, el Fondo Rocket Shaw, Mountain Cable Program y el Royal Bank of Canada, Bell Broadcast y New Media Fund, y el Fondo de Desarrollo de Programas Cogeco. Linda Schuyler y Stephen Stöhn han servido como productores ejecutivos desde que comenzó la serie. Otros empleados Epítome Fotos y miembros del equipo de la serie también se han acreditado con el título, incluyendo a Sara Snow, Brendon Yorke, James Hurst, y Aaron Martin.
Sarah Glinski y Matt Heuther son los actuales editores de cuentos, una posición anteriormente ocupado por Shelley Scarrow, James Hurst, Aaron Martin, y Sean Reycraft. Directores frecuentes incluyen Phil Earnshaw, Stefan Scaini y Bruce McDonald. Cuando comenzó la producción de la tercera temporada, un usuario en la página oficial Degrassi. El sitio web de próxima generación con el alias de "ExecProducer" comenzaron un hilo del foro titulado "Shooting Season 3", revela detalles de producción, actores invitados, información de programación y DVD detalles de la versión. Se refirió a sí mismo como "Stephen Stöhn" en un puesto, aunque no fue hasta el lanzamiento de Degrassi:. Generaciones - El Oficial 411 en 2005, que Stöhn confirmó que era el cartel y que no era un impostor.

## Episodios
| Temporada | Temporada | Episodios | Episodios            | Emisión original         | Emisión original        | Emisión original     |
| Temporada | Temporada | Episodios | Episodios            | Primera emisión          | Última emisión          | Cadena               |
| --------- | --------- | --------- | -------------------- | ------------------------ | ----------------------- | -------------------- |
|           | 1         | 15        | 15                   | 14 de octubre de 2001    | 3 de marzo de 2002      | CTV                  |
|           | 2         | 22        | 22                   | 29 de septiembre de 2002 | 23 de febrero de 2003   | CTV                  |
|           | 3         | 22        | 22                   | 17 de septiembre de 2003 | 5 de abril de 2004      | CTV                  |
|           | 4         | 22        | 22                   | 7 de septiembre de 2004  | 14 de febrero de 2005   | CTV                  |
|           | 5         | 19        | 19                   | 19 de septiembre de 2005 | 20 de marzo de 2006     | CTV                  |
|           | 6         | 19        | 19                   | 29 de septiembre de 2006 | 14 de mayo de 2007      | CTV                  |
|           | 7         | 24        | 24                   | 5 de octubre de 2007     | 23 de junio de 2008     | CTV                  |
|           | 8         | 22        | 22                   | 5 de octubre de 2008     | 14 de agosto de 2009    | CTV                  |
|           | 9         | 23        | 14                   | 4 de octubre de 2009     | 22 de noviembre de 2009 | CTV                  |
| 9         | 9         | 23        | 10 de mayo de 2010   | 16 de julio de 2010      | MuchMusic               |                      |
|           | 10        | 44        | 44                   | 19 de julio de 2010      | MuchMusic               | 22 de abril de 2011  |
|           | 11        | 45        | 45                   | 18 de julio de 2011      | MuchMusic               | 18 de mayo de 2012   |
|           | 12        | 40        | 40                   | 16 de julio de 2012      | MuchMusic               | 21 de junio de 2013  |
|           | 13        | 40        | 8                    | 11 de julio de 2013      | MuchMusic               | 22 de agosto de 2013 |
| 32        | 13        | 40        | 2 de octubre de 2013 | 29 de julio de 2014      | MTV Canada              |                      |
|           | 14        | 28        | 28                   | 28 de octubre de 2014    | MTV Canada              | 2 de agosto de 2015  |

## Reparto

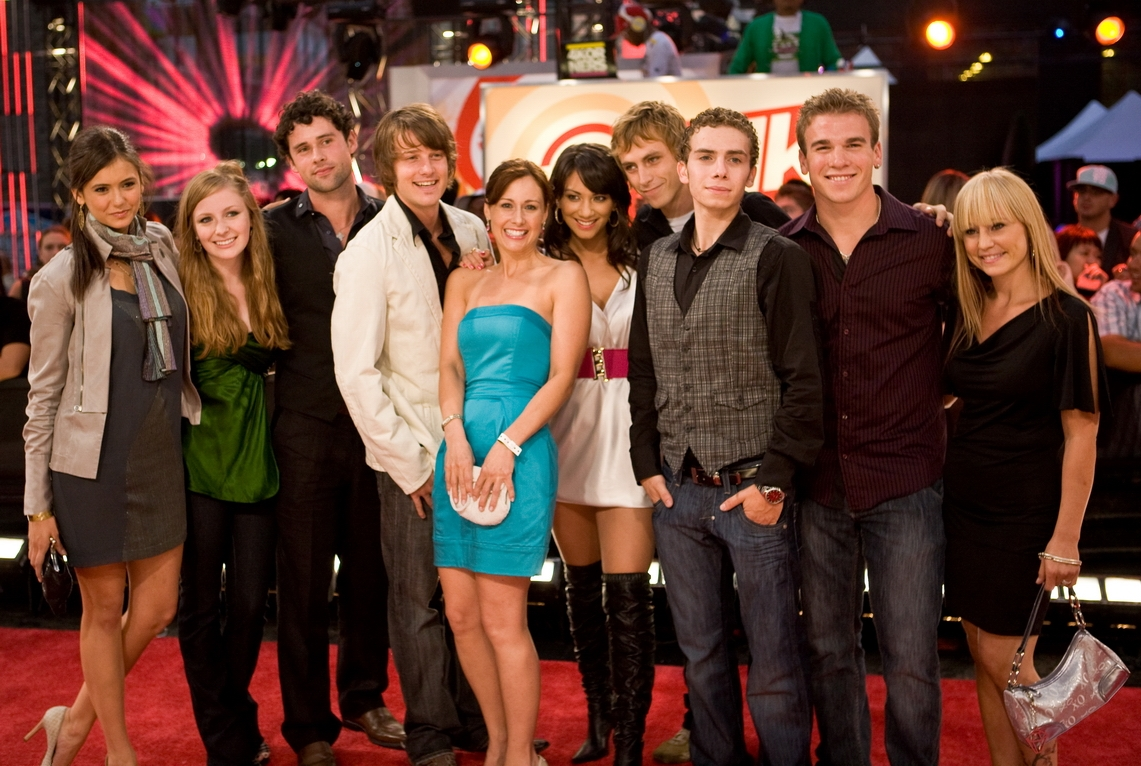
Algunos actores de la octava temporada hacen una aparición en eTalk Festival Party durante el Toronto International Film Festival

Para la nueva generación de estudiantes, los productores audicionaron a más de 600 chicos en edad escolar en un intento de proporcionar caracteres a los que el adolescente público objetivo podría relacionarse. La decisión de emitir la edad semejantes actores fue útil para contrastar la serie de otros programas de la misma época, como Buffy the Vampire Slayer y Dawson Creek, que había sacado a los actores en sus veinte años como adolescentes.
Once chicos comenzaron a filmar para la primera temporada. Sarah Barrable-Tishauer interpreta a la popular y triunfadora Liberty Van Zandt. Daniel Clark interpreta al chico malo Sean Cameron. Lauren Collins fue elegida como Paige Michalchuk capitán de las porritas. Ryan Cooley interpreta al gracioso de la clase James Tiberius "J.T." Yorke, con Jake Goldsbie fue elegido como el mejor amigo de J. T, Toby Isaacs es el genio de la computación Aubrey Graham (Drake ) retrata al baloncestista estrella que proviene de una familia rica.Shane Kippel interpreta al matón Gavin "Spinner" Mason. Miriam McDonald fue elegida como Emma Nelson una ecologista apasionado, con Cassie Steele en el rol de la mejor amiga de Emma, Manuela "Manny" Santos.Melissa McIntyre interpreta a Ashley Kerwin la chica perfecta que atrae a los chicos y que las otras chicas están celosas. Christina Schmidt interpreta a Terri McGreggor una chica insegura de sí misma y con sobrepeso.
Proporcionando los vínculos con la serie anterior en el universo Degrassi, Stefan Brogren se acercó a tocar su viejo personaje Archie "Snake" Simpson, que ahora trabaja en la escuela como el maestro de inmersión medios de comunicación. Dan Woods, repitió su papel como profesor de Inglés Sr. Raditch, ahora ascendido a director de la escuela, y Pat Mastroianni volvió a su papel de Joey Jeremiah. Amanda Stepto también regresó a la franquicia a interpretar a su personaje de Christine "Spike" Nelson en un papel recurrente. En el episodio piloto, el ex Degrassi Junior High y Degrassi High los actores Danah Jean Brown (Trish Skye), Darrin Brown (Dwayne Myers), Carry Michael (Simon Dexter), Irene Courakos (Alexa Pappadopoulos), Chrissa Erodotou (Diana Economopoulos), Anais Granofsky (Lucy Fernández), Rebecca Haines (Kathleen Mead), Sarah Holmes (Alison Hunter), Neil Hope (Derek "Wheels" Wheeler), Kyra Levy (Maya Goldberg), Cathy Keenan (Liz O'Rourke), Stacie Mistysyn (Caitlin Ryan), y Siluck Saysanasy (Yick Yu) retomaron sus papeles para la historia reunión de clase.
En la segunda temporada, Mastroianni volvió a la franquicia Degrassi en un papel protagónico como Joey Jeremiah, un vendedor de coches y padre soltero de dos hijos. El hijastro de Joey, el músico Craig Manning, interpretado por Jake Epstein, es un nuevo estudiante en Degrassi Comunidad Escolar. Tres nuevos personajes se introdujeron otras en la segunda temporada en papeles recurrentes. Stacey Farber jugado Ellie Nash, un gótico cuya casa vida es un torbellino y Adamo Ruggiero retratado Marco Del Rossi, que está luchando para aceptar la realidad de que él es homosexual. Melissa Di Marco fue elegida como la ciencia y el gimnasio profesora Daphne Hatzilakos. Mistysyn también volvió a su antiguo papel como Degrassi novia de Joey escuela ex-alto, Caitlyn Ryan, quien en los años después de la graduación se ha convertido en un reconocido periodista mundo.
En la tercera temporada, Farber, Ruggiero y Mistysyn dieron papeles regulares, al igual que Andrea Lewis (Hazel Adén) y Stepto, que había ocupado papeles recurrentes desde la primera temporada. Mike Lobel (Jay Hogart), Deanna Casaluce (Alex Nuñez), Ephraim Ellis (Rick Murray) y John Bregar (Dylan Michalchuk) se introdujeron en papeles recurrentes como los nuevos estudiantes. Hacia el final de la temporada, el personaje de Schmidt, Terri McGreggor, fue escrito por el espectáculo cuando su posesivo novio Rick la empujó al suelo y se golpeó la cabeza contra una roca, lo que la hizo caer en un coma.
A lo largo de las diez temporadas de Degrassi: The Next Generation, ha habido diversas salidas de la serie. Sexta temporada representa la primera muerte de uno de los personajes principales de la serie cuando JT Yorke fue apuñalado y asesinado.  El personaje de Clark Sean Cameron ha sido escrito por el espectáculo dos veces. Salió de la serie durante la cuarta temporada a raíz de la muerte de Rick Murray, y regresó para la sexta temporada, pero partieron de la serie de nuevo al final de la temporada. Al final de la quinta temporada varios personajes principales se graduaron de la escuela de la Comunidad Degrassi, decidiendo a sí abandobar la serie. Seis nuevos personajes fueron introducidos en la séptima temporada en una historia donde cerca de la escuela secundaria rival Lakehurst fusionó con Degrassi después de un incendio.
| Interpretado por        | Personaje               | Degrassi: The Next Generation | Degrassi: The Next Generation | Degrassi: The Next Generation | Degrassi: The Next Generation | Degrassi: The Next Generation | Degrassi: The Next Generation | Degrassi: The Next Generation | Degrassi: The Next Generation | Degrassi: The Next Generation | Degrassi       | Degrassi       | Degrassi       | Degrassi       | Degrassi       |
| Interpretado por        | Personaje               | 1                             | 2                             | 3                             | 4                             | 5                             | 6                             | 7                             | 8                             | 9                             | 10             | 11             | 12             | 13             | 14             |
| Elenco Juvenil          | Elenco Juvenil          | Elenco Juvenil                | Elenco Juvenil                | Elenco Juvenil                | Elenco Juvenil                | Elenco Juvenil                | Elenco Juvenil                | Elenco Juvenil                | Elenco Juvenil                | Elenco Juvenil                | Elenco Juvenil | Elenco Juvenil | Elenco Juvenil | Elenco Juvenil | Elenco Juvenil |
| ----------------------- | ----------------------- | ----------------------------- | ----------------------------- | ----------------------------- | ----------------------------- | ----------------------------- | ----------------------------- | ----------------------------- | ----------------------------- | ----------------------------- | -------------- | -------------- | -------------- | -------------- | -------------- |
| Shane Kippel            | Gavin "Spinner" Mason   | Principal                     | Principal                     | Principal                     | Principal                     | Principal                     | Principal                     | Principal                     | Principal                     | Principal                     |                |                |                |                | Invitado       |
| Sarah Barrable-Tishauer | Liberty Van Zandt       | Principal                     | Principal                     | Principal                     | Principal                     | Principal                     | Principal                     | Principal                     | Principal                     | Invitada                      |                |                |                |                |                |
| Cassie Steele           | Manuella "Manny" Santos | Principal                     | Principal                     | Principal                     | Principal                     | Principal                     | Principal                     | Principal                     | Principal                     | Principal                     |                |                |                |                |                |
| Miriam McDonald         | Emma Nelson             | Principal                     | Principal                     | Principal                     | Principal                     | Principal                     | Principal                     | Principal                     | Principal                     | Principal                     |                |                |                |                |                |
| Lauren Collins          | Paige Michalchuk        | Principal                     | Principal                     | Principal                     | Principal                     | Principal                     | Principal                     | Principal                     | Principal                     | Principal                     |                |                |                |                |                |

## Recepción

### Audiencia
Con los personajes de Degrassi Junior High y Degrassi High aparecen en Degrassi: The Next Generation, los espectadores de la serie anterior que tienen entre 20 y 30 años constituyen una base de fanes de la encarnación actual. Aproximadamente el 40% de los espectadores de la serie se encuentran fuera de Degrassi:The Next Generation de 13-17 años de edad. Degrassi: The Next Generation promedio un total de 365.000 espectadores de entre 13-20 años de edad en la primera temporada, y se convirtió en el drama nacional más vista en Canadá. Al final de la segunda temporada, se había convertido en el programa más popular para Canadá. Los tres grupos de edades más jóvenes (niños de 2-12 años, adolescentes de 13-17 años y adultos jóvenes de 18-34) Degrassi: The Next Generation promedio de 365.000 espectadores de entre 13-20 años de edad en la primera temporada, y se convirtió en el drama nacional más vista en Canadá.En la tercera temporada, Degrassi: The Next Generation volvió a ser el programa más visto de todos los canadienses serie de drama, y el drama canadiense más vista entre los adultos de 18-49 Un episodio de la cuarta temporada que cuenta con un tiroteo en la escuela recibió 930.000 espectadores;. en ese momento era el capítulo más alto en audiencia. Un segundo episodio en la misma temporada que cuenta con una historia sobre el sexo oral también logró algo menos de 1.000.000 espectadores. En general, la temporada da de un promedio de 600.000 espectadores, y fue de nuevo el drama más visto en la televisión canadiense para adolescentes de 13-17, y adultos en tres grupos de edad 18-34, 18-49 y 25-54. Es un promedio de 250.000 espectadores en los EE. UU. en 2004 y fue la más alta calificación digitales cable serie en los EE. UU. en 2006. Si bien esa cifra es todavía muy inferior a la serie exitosos en los "cuatro grandes" señales (ABC, CBS, Fox y NBC), los episodios de estreno de las temporadas anteriores han logrado mayores índices de audiencia con mujeres entre 13-34. En el 2004 también se vio el episodio del tiroteo en la escuela y logró recibir más de medio millón de espectadores estadounidenses. La quinta temporada atrajo a un promedio de 767.000 espectadores, con el episodio dos de la temporada siendo visto por 1.000.000 espectadores.
En las temporadas más recientes, sin embargo, los datos de audiencia han disminuido considerablemente. En Canadá, la sexta temporada fue visto por un menor número de espectadores que habían visto la quinta temporada; episodio catorce fue el episodio más alto visto de la temporada, con un total de 645.000 espectadores. El final de temporada fue vista por 520.000 espectadores, y la temporada en general un promedio de 522.000 espectadores. Las cifras de audiencia promedio cayó a 9% durante la séptima temporada. El estreno de la temporada alcanzp las cifras más altas con 585.000 espectadores. Esto redujo progresivamente en las próximas semanas, a partir de 446.000 espectadores totales en el tercer episodio, para 407.000 espectadores totales en el quinto episodio, y siguió cayendo a un mínimo de 314.000 espectadores en el décimo episodio. En general, los doce primeros episodios de la temporada un promedio de 455.000 espectadores, 45.000 menos que en el mismo número de episodios de la sexta temporada. Las cifras de audiencia siguió cayendo durante toda la temporada ocho; Brioux Bill, el columnista de televisión para la prensa canadiense, fue sorprende que Degrassi: The Next Generation había alcanzado aún su octava temporada con tan poca audiencia, pidiendo El "¿Qué otro show en la historia de la televisión canadiense o estadounidense ha señalado sistemáticamente a lo que los espectadores algunos todavía se renueva año tras año?" la temporada de estreno fue vista por 398.000 espectadores, casi 200.000 espectadores menos que lo que el estreno de la séptima temporada alcanzado. Cifras de audiencia continuó cayendo cuando los episodios dos y seis fueron vistos por una media de 220.000 espectadores. En el momento en que fueron las más bajas cifras de audiencia en Degrassi: The Next Generation que haya recibido, sin embargo, continuaron a caer y las once episodio, la audiencia en el horario nocturno indicó que había recibido 139.000 espectadores. El número total de espectadores aumentó ligeramente durante el decimotercer episodio, el primero de una de dos partes, cuando fue visto por 157.000 personas, pero la visión cifras de las principales características demográficas 18-34 estaba en un mínimo de 81.000.
El número total de espectadores aumentó ligeramente durante el decimotercer episodio, el primero de una de dos partes, cuando fue visto por 157.000 personas, pero las cifras de audiencia de los principales datos demográficos 18-34 se encontraba en un mínimo de 81.000. El. tras semana, el episodio que concluyó el dos-parter recogió los espectadores, llegando a un total estimado de 206.000 Brioux comentó de nuevo sobre Degrassi: The Next Generation  aun estando en las listas, preguntándose cuándo CTV iba a anunciar su cancelación y observando que The Amazing Race, que se sigue en la programación, fue vista por diez veces el número de espectadores Degrassi. Este patrón se repitió la semana siguiente, cuando Degrassi:. The Next Generation fue vista por 222.000 espectadores, frente a los 1.834.000 espectadores para The Amazing Race, 1.579.000 espectadores para Desperate Housewive y espectadores 1.106.000 para El mentalista, que fueron difundidas por tarde y noche en la CTV. CTV emitido dos episodios de back-to-back en la primera mitad de la temporada nueve, y el programación ha mejorado calificaciones. Los dos primeros episodios obtuvo una cifra combinada de 471.000 espectadores, y los episodios tercero y cuarto les retuvo, que fueron vistos por un total de 475.000 espectadores La semana siguiente, las cifras de audiencia total de episodios cinco y seis tenían aumentó a 608.000, y se mantuvo alta ya que la temporada entró en receso en noviembre con 572.000 espectadores totales.

### Críticas
Degrassi:The Next Generation ha recibido críticas generalmente positivas. Entertainment Weekly lo ha calificado como «un éxito de culto», y The New York Times lo llamó «la mejor serie de TV adolescente en el mundo».  De la primera temporada, Tony Atherton de The Ottawa Citizen, tenía sentimientos encontrados de la nueva generación, diciendo que «hay un aspecto limpio, más delicado, ha perdido sus ventajas [y ofertas] nada nuevo a los espectadores familiarizados con la primera serie novedosa, ni a ninguna otra persona que haya visto el diluvio de dramas adolescentes ya que ... hay una sensación de déjà vu con respecto a las tramas y personajes». Él sin embargo, alaba el espectáculo por tener "la misma narrativa sencilla contada desde el punto de vista de un adolescente, y lo mismo respecto de la realidad sin una ambientación [como Degrassi junior y Degrassi High]».
Antes de su debut en los Estados Unidos, Melanie McFarland de The Seattle Times se preguntó si la serie haría bien, escribiendo: «argumentos suaves a través de problemáticas que podría funcionar para la familia de hoy en día en la audiencia, pero lo suficientemente suave con la tranquilidad en la mente de los padres y madres podría no ser suficiente para acoplar aficionados adolescentes de Degrassi High». Las cuestiones que la experiencia de los personajes a menudo han sido comentadas en los medios de comunicación. Se ha señalado que la serie nunca intenta ocultar lo que representa narraciones honestas en los argumentos y de la preocupación de los adolescentes reales pueden a una experiencia despreciable. Sarah Liss de CBC News dijo que a pesar de ser una telenovela insignificante y cursi, Degrassi:The Next Generation trata asuntos que otras series del género prefieren pasar por alto, y era parte de su visión esencial. Ella llamaba la serie uno de "los diez programas más importantes de televisión de la década del año 2000", y fue “la serie con una producción única”, y la única serie de televisión canadiense, que aparecen en la lista, que incluía a Mad Men, Lost, la franquicia de CSI, y Sex and the City. En 2008, Jeffrey Bento-Carrier describe una historia que mostró un maestro ser acusado de agredir sexualmente a uno de sus estudiantes como «sorpresiva», añadiendo que «Degrassi no es para todos, sobre todo porque es un relato honesto de lo que se siente al ser un adolescente en una sociedad que valora y concluir sobre la verdad y el crecimiento real». Brian Orloff del St. Petersburg Times se hizo eco de los sentimientos, y elogió la serie «mantiene en contacto con las vidas de los adolescentes».
A pesar de estos comentarios, The N retuvo uno de los episodios más polémicos de la primera temporada, que mostraron un personaje perder el control después de tomar una pastilla de éxtasis, y se negó a emitirlo hasta que se presentó con una copia editada de los productores. N también se negó a emitir dos episodios de la segunda temporada que contó una historia acerca de la violación en citas hasta ediciones adecuadas se podrían hacer, y retuvo otros episodios de la tercera temporada en la que se muestra a un personaje de catorce años de edad, al tener un aborto después de tener relaciones sexuales consentidas con su novio, y sentir culpa. La decisión causó un gran revuelo entre los aficionados que organizaron una petición que llamó la atención del New York Times, como así también de la CBC, el National Post y el London Free Press en Canadá. Los episodios finalmente se emitieron tres años más tarde como parte de una maratón, con muy poca publicidad de la señal. Otra historia apareció en los medios de comunicación después de que se encuentran diez niños de una escuela Québécois al tener una serie de cortes en sus cuerpos. Ellos dijeron que habían copiado el programa cuando un personaje empezó a cortar a sí misma en un episodio.
Las comparaciones entre Degrassi: The Next Generation y las series específicas de otros géneros también se han hecho a lo largo de la carrera. Jake Surette, escritor del AfterElton.com, un sitio web que se centra en la representación de hombres homosexuales y bisexuales en los medios de comunicación, informó sobre la representación de dos personajes gais de Degrassi: The Next Generations. «Degrassi presenta historias en curso la vida de los adolescentes en la vida real incluyendo historias intensas de lesbianas, gais y lo hace sin compiandosé de, 'On a Very Special Blossom' que tiene mucho drama y comedia adolescente se prosperan en eso».
Kevin Thompson de The Palm Beach Post dijo que la serie «está contada desde el punto de vista de un adolescente desde los escritores no tienen interés en apelar a un grupo demográfico más amplio como los escritores como por ejemplo, en la serie de FOX, The OC se conecta con los adolescentes sobre su nivel social". Jodie Janella Horn de PopMatters también lo comparó con The OC, diciendo que, si bien las escenas de Degrassi podrían ser «escenas en la vida reales de los adolescente comunes con The OC nunca logró recordar nada en mi vida», y agregó que es la serie más desconcertantemente específica del género secundaria.
El San Jose Mercury News ha dicho "Si ellos [Everwood, The O.C. y One Tree Hill] quieren ser tomados en serio, los shows podrían seguir el ejemplo de la serie canadiense ‘’Degrassi: The Next Generation’’, que se dirige a los mismo problemas valorados en los adolescentes sin ser exagerada", el New York Times también ha hecho comentarios favorables de la serie con respecto a Everwood, The OC y One Tree Hill, así como Beverly Hills, 90210, Girl Gilmore, Dawson Creek y las series de adultos, tales como Sex and the City, Maude, y Six Feet Under. AOL TV clasificó a ‘’Degrassi’’ como la sexta serie de televisión de gran satisfacción en la TV.

### Reconocimientos
Degrassi: The Next Generation ganó más de cincuenta premios, y ha sido nominado para muchos otros. The Writers Guild of Canada ha otorgado sus Premios canadienses de guiones a los guionistas de dos episodios. En 2004, Aaron Martin, James Hurst y Shelley Scarrow ganaron el "Mejor guión juvenil" por "Pride". El año siguiente, el episodio "Secret" de Scarrow compitió con "Mercy Street", escrito por James Hurst y Miklos Perlus para el "Mejor guión juvenil", la cual ganó en su categoría. La serie ha sido nominada para catorce premios Directors Guild of Canada Awards. En la categoría de grupo "Logros sobresalientes en una serie de televisión infantil", Bruce McDonald dirigió "Reuniones de madres e hijos" (nominada en 2002) y "When Doves Cry" (nominada en 2003) fueron ganadores.
"White Wedding", también dirigida por McDonald, ganó el premio en 2003 por "Mejor dirección - Serie de televisión". McDonald's "Holiday" (nominada en 2004) y Stefan Scaini en "Time Stands Still, part 2" (nominada en 2005) ganaron las categorías del grupo por "Mejor serie de televisión". "Can not Hardly Wait" y "Pass the Dutchie" también fueron nominados en esa categoría en 2007 y 2008, respectivamente, pero no pudieron ganar los premios. Stephen Withrow ha obtenido dos premios en la categoría "Mejor en edición de imágenes", por "Reunión de madres e hijos" en 2002 y "When Doves Cry" en 2003. Degrassi: The Next Generation ha ganado diecisiete Premios Gemini desde 2002, y ha sido nominado en otras veintiséis categorías. En 2010, la productora Linda Schuyler recibió el Academy Achievement Award.
Degrassi: The Next Generation también fue reconocido al éxito internacional. Fue nominado para el "Mejor programa de televisión para niños" Prix Jeunesse en Alemania en 2004, y ha sido nominado en los GLAAD Media Awards en cuatro ocasiones. En 2004, el espectáculo recibió una nominación en la categoría de la Serie de drama excepcional, pero perdió al drama deportivo Playmakers. Fue nominado nuevamente en la misma categoría en 2008, pero perdió contra Brothers & Sisters. En 2005, Degrassi: The Next Generation ganó el Premio de la Asociación de Críticos de Televisión por "Logros Sobresalientes en la Programación para Niños". Fue la segunda vez que una serie que no es de los Estados Unidos ganó un premio en esta categoría (la primera vez fue Degrassi Junior High en 1988).
Young Artist Awards ha reconocido a los actores de la franquicia Degrassi desde 1987. Degrassi: The Next Generation fue nominado para cuatro premios en su primer año. Ryan Cooley y Jake Goldsbie fueron nominados en la categoría "Mejor actuación principal como actor joven en una serie de comedia televisiva", pero perdieron ante Frankie Muniz de Malcolm en el medio. La serie ganó el premio a la categoría "Mejor conjunto de comedia o serie dramática de TV". Un año después, Jake Epstein ganó el Young Artist Award en la categoría de "Mejor interpretación principal de actores jóvenes en una serie de comedias televisiva". En 2005, Christina Schmidt empató con Alia Shawkat de Arrested Development para ganar el premio a "Mejor actuación de joven actriz secundaria en una serie de comedia televisiva", y Jamie Johnston ganó la categoría de 2008 "Mejor interpretación joven como mejor actor en una serie”. Los Young Artist Awards se otorgaron de nuevo en 2012, con Cristine Prosperi y A.J. Saudin ganó premios en las categorías de Actriz joven y Actriz joven recurrente, respectivamente. Sin embargo, ambos empataron con otro en su categoría.
En los Teen Choice Awards, los niños de entre doce y diecinueve años votan por el ganador de cada categoría. La serie ha sido nominada tres veces en la categoría "Choice Summer TV Show" y ha ganado dos veces en 2005 y 2007. El episodio "My Body Is a Cage", donde se revela el secreto transgénero de Adam, obtuvo un Premio Peabody, y una nominación al Premio de Arte Creativo Emmy en 2011.

## Bandas Sonoras
- 2005: Songs from Degrassi: The Next Generation
- 2006: The N Soundtrack
- 2008: Music from Degrassi: The Next Generation
- 2009: Degrassi Goes Hollywood: Music from the Original Movie
- 2010: Degrassi Takes Manhattan: The Heat Is On
- 2011: Degrassi: The Boiling Point